# Familia Pappenheimer

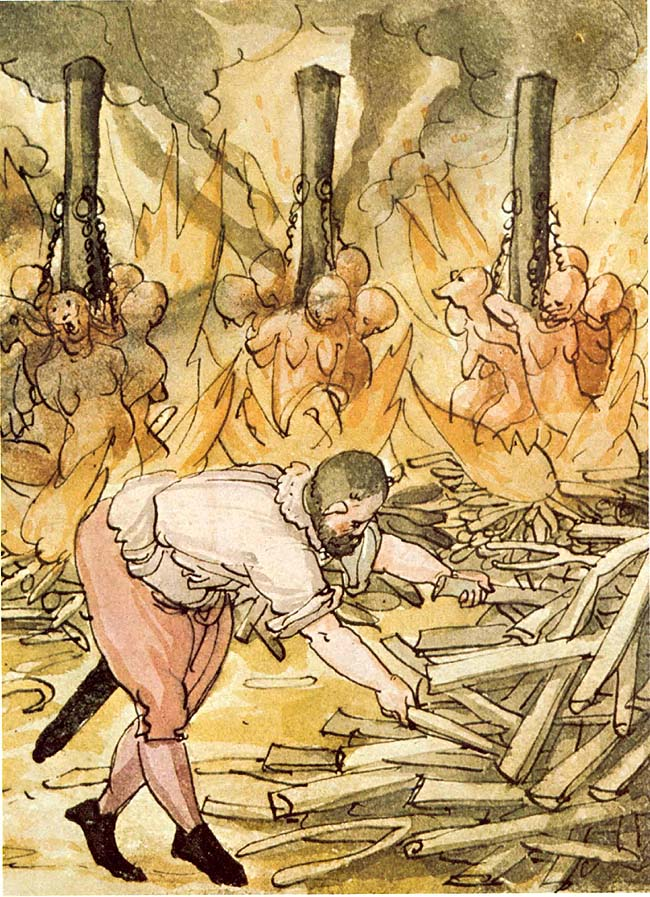
Ilustración de 1587 que muestra la ejecución en la hoguera de personas acusadas de brujería.

La Familia Pappenheimer (fallecida en 1600) fue una familia enjuiciada y ejecutada por brujería en Baviera, Alemania. Su juicio y ejecución es considerado uno de los peores que tuvieron lugar en Europa. Es un ejemplo de la tortura utilizada en casos de brujería ya que está excepcionalmente bien documentada.

## Antecedentes
Los Pappenheimer eran el padre Paulus, la madre Anna, los hijos Jacob (a veces llamado Michel) y Gumpprecht, y el hijo más joven de 10 años de edad Hoel (a veces llamado Hansel). Pertenecían a la clase baja de la sociedad alemana, y eran originalmente mendigos de Suabia. Pappenheimer era el apodo, ya que el apellido original de la familia era Pämb o Gämperle.

## El juicio de brujería
La familia fue delatada por un ladrón detenido, y fueron arrestados en medio de la noche, sacados de sus camas y llevados a la cárcel, acusados de haber ayudado al ladrón a matar mujeres embarazadas con el propósito de hacer velas con sus fetos no bautizados. Por orden del duque Maximiliano I (Elector de Baviera), fueron trasladados a Múnich, y expuestos a una tortura tan feroz que confesaron acerca de todo lo que se les preguntó. Fueron hechos responsables de todos los crímenes sin resolver ocurridos en Baviera en los últimos años y confesaron cientos de robos y asesinatos. También admitieron casos de hechicería y delataron a cuatrocientos cómplices; a veces la tortura era tan dolorosa que mencionaron 99 nombres en una misma ocasión para que se les conceda un descanso en el castigo.

## Ejecución
Ambos padres y los hijos mayores fueron ejecutados junto a otros dos hombres. Los cuerpos de los hombres fueron quemados seis veces con hierros ardientes y los senos de la madre fueron cortados con un desgarrador de senos y frotados por el rostro de los hijos mayores, los huesos de los hombres fueron quebrados en la rueda, el padre fue sometido a empalamiento en una pica, y por último fueron quemados en la hoguera. Todo esto llevado a cabo frente al hijo menor de 10 años. En diciembre de 1600, seis personas más fueron quemadas en la hoguera en Múnich, entre ellos, el niño de diez años Hoel.

## Antiguas crónicas
El historiador José Hormayr, barón de Hortenburg, proporciona un extracto detallado de una vieja crónica que representa estos eventos en la edición de 1844 del Taschenbuch für die Geschichte Vaterländische, pp. 331-332: "En Múnich a 29 de julio de 1600, seis personas fueron ejecutadas en la forma siguiente: El vagabundo y mendigo Pablo Gamperl fue empalado, a su esposa se le amputó los senos, y tanto ella y dos de sus hijos tuvieron esos pechos untados en sus bocas. Además, otros dos hombres fueron ejecutados. Sus brazos estaban rotos en la rueda, y más tarde fueron quemados vivos.
Habían confesado ser devotos del diablo, y con su ayuda, en particular, mediante un ungüento mágico diabólico, haber contribuido a la muerte de al menos 400 niños y más de 50 personas de edad. Paul Gamperl fue condenado por ser directamente responsable de 44 asesinatos; en total, los seis fueron condenados por 74 asesinatos. Además, habían sido acusados de numerosos actos de robo, hurto y robos nocturnos, donde habían saqueado casas matando a sus habitantes. También tenían, de acuerdo con los cargos, acusaciones de incendiar aldeas y mercados, con el fin de salirse con la mercancía en la confusión siguiente. Además, se habían conjurado con el mal tiempo, asesinado vacas en el campo, robado iglesias y vendido las hostias a los judíos."
El 27 de noviembre de 1600 fue ejecutado el resto de la pandilla. Una madre y sus dos hijas y otros dos hombres. El último en ser ejecutado fue el hijo de 10 años de edad de Paul Gamperl, que en ese tiempo transcurrido había sido bautizado con el nombre de Cipriano. Sin embargo eso no le ayudó, fue estrangulado primero, y luego su cadáver fue quemado. Los otros cinco fueron quemados vivos. Cipriano fue condenado por haber realizado 8 asesinatos por su cuenta. Los miembros de todo el grupo había admitido, bajo tortura, haber contribuido a la muerte de más de 400 niños, después de haber matado, por medio de la brujería, 39 individuos, y admitieron otros 62 asesinatos.

## Literatura
- Michael Kunze: Highroad to the stake: A tale of Witchcraft
- Michelle Powell-Smith: Torture and the Witchcraze of Early Modern Europe Part 4
- Michael Horn: Das Leben und gewaltsame Ende der Landstreicherfamilie Pämb, genannt die Pappenheimer. In: Historische Serienmörder 2, Kirchschlager Verlag
- Ritual in early modern Europe, pp. 119. Edward Muir. Cambridge University Press. ISBN 9780521841535 (2005)
- Women in world history, Volume 2, pp. 76. Sarah S. Hughes, Brady Hughes. M.E. Sharpe. ISBN 9781563243134 (1997)
- Magic, mystery, and science: the occult in Western civilization, pág. 177. Dan Burton, David Grandy. Indiana University Press. ISBN 9780253216564 (2004)